# Michal z Vrchovišť
Michal z Vrchovišť († 1511, snad Kutná Hora) byl kutnohorský patricij, později erbovní měšťan, který v jagellonské době patřil mezi významné osobnosti města. Podnikal v oblasti těžby a zpracování stříbra, působil ve funkci horního hofmistra a několikrát byl konšelem (šepmistrem). Inicioval obnovení výstavby chrámu sv. Barbory a po řadu let byl ředitelem stavby.
V odborné i umělecké literatuře se často vyskytuje pod nesprávným jménem Michal Smíšek z Vrchovišť, někdy býval dokonce ztotožňován s Janem Smíškem z Vrchovišť, který v Kutné Hoře také působil. Jejich příbuzenský vztah je nejasný, podle všeho však nejde o bratry.

## Život
Michal byl nejspíš synem jakéhosi Duchka a Margarety a měl bratry Václava (Vencelíka), Jana (Hanuše) Knocha a Vávru. Bratři založili větve Vencelíků z Vrchovišť, Knochů z Vrchovišť a Libenických z Vrchovišť. Michal byl předkem Libenických, kteří své jméno odvozovali od vsi Libenice (koupil ji v roce 1540 Michalův syn Jindřich). Přídomek z Vrchovišť začal užívat od 80. let, kdy byli zřejmě všichni členové rodu povýšeni na erbovní měšťany. Roku 1492 tři bratry císař Fridrich III. povýšil do stavu říšských pánů.
Michal z Vrchovišť patřil mezi úzkou skupinu patricijů, kteří ovládali hospodářské a politické pozice ve městě a měli monopol nad dodávkami stříbra. Funkci šepmistra zastával v průběhu dvaceti let celkem  šestnáctkrát. Roku 1488 byl jmenován horním hofmistrem, tedy po mincmistrovi nejvyšším královským úředníkem. Pravděpodobně si v této funkci počínal nepoctivě, což vyvolalo v roce 1494 vzbouření horníků. Michal byl zbaven úřadu a uvězněn, ale následujícího roku byl osobním listem krále Vladislava očištěn, zproštěn trestu a uznán za nevinného. V Kutné Hoře vlastnil několik domů a také venkovské statky, např. dvůr Bylany.
Od roku 1481 až do své smrti byl ředitelem stavby chrámu sv. Barbory. V roce 1485 zakoupil v tomto chrámu kapli, která se měla stát rodinnou kaplí, a nechal ji vyzdobit nástěnnými malbami (kaple se označuje jako Smíškovská). V této kapli byl i pohřben. Po Michalově smrti jeho vdova Dorota z Dubenek jako poručnice nezletilého syna Jindřicha vedla spory s příbuznými Vencelíky z Vrchovišť. Později se znovu vdala za úředníka mince Samsona z Fulštejna. Michalovi potomci, Libeničtí z Vrchovišť, získali Gruntu a někteří z nich byli pohřbeni v tamějším kostele. Tato větev vymřela po meči koncem 16. století.

## Erb
Michal i ostatní členové rodu z Vrchovišť měli ve znaku zlatého jednorožce v modrém poli.